# العزيز بالله
العزيز بالله نزار بن معد بن إسماعيل  (المهدية 344 هـ/955 م - القاهرة 386 هـ/ 15 996 م) هو خامس الخلفاء الفاطميين والإمام الخامس عشر من أئمة الإسماعيلية

## أهم أعماله
- إعلان وظيفة الوزير التي لم تكن موجودة في البلاط الفاطمي من قبل وكان أول وزير للخليفة الفاطمي هو يعقوب بن كلس عام 367 هجري.
- قطع الخطبة للخليفة العباسي في اليمن وإعلانها للعزيز بالله الفاطمي.
- حملة بقيادة جوهر الصقلي ضد أفتكين والقرامطة والسيطرة على دمشق 368 هجري.
- خروج حملة ضد الروم الذين استولوا على حلب عام 386 هجري.

## نساء في حياة العزيز بالله
لعبت المرأة دورًا مهمًا في حياة الخليفة الفاطمي العزيز بالله، وبالرغم من أن المرأة ساهمت بنصيب كبير في سياسة البلاد الداخلية والخارجية في العصر الفاطمي، فإنها نالت في عهد الخليفة العزيز مكانة لم تحظ بها في أي من العهود السابقة.
السيدة المعزية أم الخليفة العزيز، زوجة الخليفة المعز لدين الله، والتي تلقبت بـأم الأمراء، واسمها «تغريد» وقيل وهي «أم ولد» من أصل عربي تزوجها الخليفة المعز بالمغرب قبل أن يأتي إلى مصر، وكان لها نشاط تجاري واسع في مصر، وبالرغم من أنه لم يكن لها أي دور سياسي معروف فإن الخليفة المعز كان يتشاور معها في بعض الأمور السياسية على نحو ما يذكر المقريزي.
كما كانت لزوجته السيدة العزيزية مكانة كبيرة في حياته، وكان لها أثر كبير في كثير من السياسات التي انتهجها العزيز؛ فقد كانت تلك السيدة مسيحية على المذهب الملكاني –مذهب الكنيسة القسطنطينية- وهي أم ست الملك أخت الحاكم بأمر الله لأبيه، وكان لهذه السيدة سلطان كبير على الخليفة العزيز؛ وهو ما جعله يرفع أخويها إلى أرقى المناصب الكنسية، فعين أخاها «أُرِيسْتس» مطرانا على بيت المقدس سنة (375هـ= 985م)، وعين أخاها الآخر أرسانيوس مطرانا على القاهرة، ثم أصبح بطريركا على القاهرة بعد ذلك.
أما ست الملك ابنة الخليفة العزيز بالله وأخت الخليفة الحاكم بأمر الله فقد حظيت بمكانة عالية لدى أبيها الذي أحاطها بكل أسباب الترف والثراء، حتى إنه بنى لها القصر الغربي لتعيش فيه بمفردها، وكانت تمتلك ثروة كبيرة من التحف الثمينة والجواهر النفيسة، ولها إقطاع في ضياع الصعيد والوجه البحري، فضلا عما كانت تملكه من الدور والبساتين.

## مظاهر حضارية
وقد شهد عصر العزيز بالله العديد من مظاهر العمران والنهضة الحضارية التي شملت الكثير من العلوم والفنون والآداب.
وكان من أبرز الآثار المعمارية التي أنشأها العزيز قصر اللؤلؤة الذي شيده على النيل، كما اهتم كذلك بالقصر الشرقي الكبير الذي أسسه جوهر الصقلي والذي يعد من أعظم عمائر الفاطميين.
وكانت القاهرة طوال العصر الفاطمي هي مركز الدعوة الإسماعيلية في العالم الإسلامي، وقد تركزت هذه الدعوة في بداية الأمر في الأزهر، وشهدت بداية خلافة العزيز بالله أولى حلقات الدراسة في الجامع الأزهر، حيث جلس القاضي علي بن النعمان في سنة (365هـ= 975م) ليملي مختصرا في الفقه على جمع كبير من العلماء والكبراء.
كما شهدت الفنون المتطورة ازدهارا كبيرا في العصر الفاطمي، حتى بلغت أقصى درجات الجودة والإتقان، ومن ذلك صناعة الخزف والمصنوعات الزجاجية، وخاصة في عهد الخليفة العزيز بالله.
أنشأ ملحقا بقصره ضم مكتبة ضخمة عرفت بكونها أكبر مكتبة في التاريخ الإسلامي ضمت مجموعة هائلة من ملايين المجلدات والكتب في شتي العلوم والآداب، لكن هذه المكتبة احترقت ودمرت وضاعت منها مئات آلاف الكتب والمجلدات حين وقع الخلاف بين الجنود السودانين والأتراك في عام 1068 م.حين لم يتمكن الخليفة آنذاك من دفع رواتب الجند، فهجموا علي المكتبة وأتلفوا محتوياتها، وأشار القلقشندي إلى نهاية المكتبة بقوله: (وكانت من أعظم الخزائن، وأكثرها جمعًا للكتب النفيسة من جميع العلوم... ولم تزل على ذلك إلى أن انقرضت دولتهم (أي دولة الخلفاء الفاطميين)". (من محاضرة ألقاها د. منصور سرحان مدير إدارة المكتبات العامة ببيت القرآن).
وشهدت مصر كذلك في عهده استقرارا ملحوظا ونهضة اقتصادية ورواجا تجاريا، فضلا عن النهضة العمرانية العظيمة وإنشاء العديد من المساجد والأربطة والمدارس، والاهتمام بالحدائق والبساتين وتشييد القصور الأنيقة والمباني الفخمة؛ وهو ما يعكس حياة الترف والرفاهية التي اتسم بها عهد العزيز.

## وفاته
وصل ملك الروم إلى حلب فاستولى على ما فيها، ثم اتجه إلى حمص فاستولى عليها، وسار إلى طرابلس فحاصرها أربعين يوما دون أن يتمكن من فتحها، حتى اضطر إلى العودة إلى بلاده مرة أخرى.
وعندما علم العزيز بما حدث عظم ذلك عليه، ونادى في الناس بالخروج للقتال، وفتح خزائنه فأنفق منها على التجهيز للحرب، وأعد أسطولا حربيا جمع له العدد والآلات والأسلحة اللازمة.
ولكن حدثت مجموعة من الكوارث العجيبة والأحداث الغريبة، فقد احترق الأسطول الذي أنفق الكثير من الجهد والمال لتجهيزه قبل أن يخرج للقتال، فتمّ صنع أسطول آخر، فلما خرج إلى البحر هبت ريح قوية فتحطم الأسطول وغرق عدد كبير من الجنود.
ولكن ذلك كله لم يجعل الوهن أو اليأس يتسرب إلى نفس العزيز بالله، ولم يضعف ذلك من عزيمته، فخرج في جيوش هائلة إلى بلاد الشام لينتقل منها إلى أرض الروم.
ولم يكن يدري أن ساعات قليلة تفصل بين يومه الذي يحياه وغده الذي لن يراه؛ فقد اشتد عليه مرض «القولنج» الذي أصابه ببلبيس عند خروجه من مصر وتزايد عليه حتى أودى بحياته في (28 من رمضان 386هـ= 15 من أكتوبر 996م) وهو في الرابعة والأربعين من عمره.
| سبقه المعز لدين الله | الخلافة الفاطمية 975– 996 | تبعه الحاكم بأمر الله |

| قبله: المعز لدين الله | أئمة الشيعة الإسماعيلية | بعده: الحاكم بأمر الله |

## وصلات خارجية
- تدمير الآثار جريمة في حقّ ذاكرة الإنسانية، مقال من كتابة «زهنغ كسينشنغ» - رئيس منظمة اليونيسكو